# Prodrazviorstka

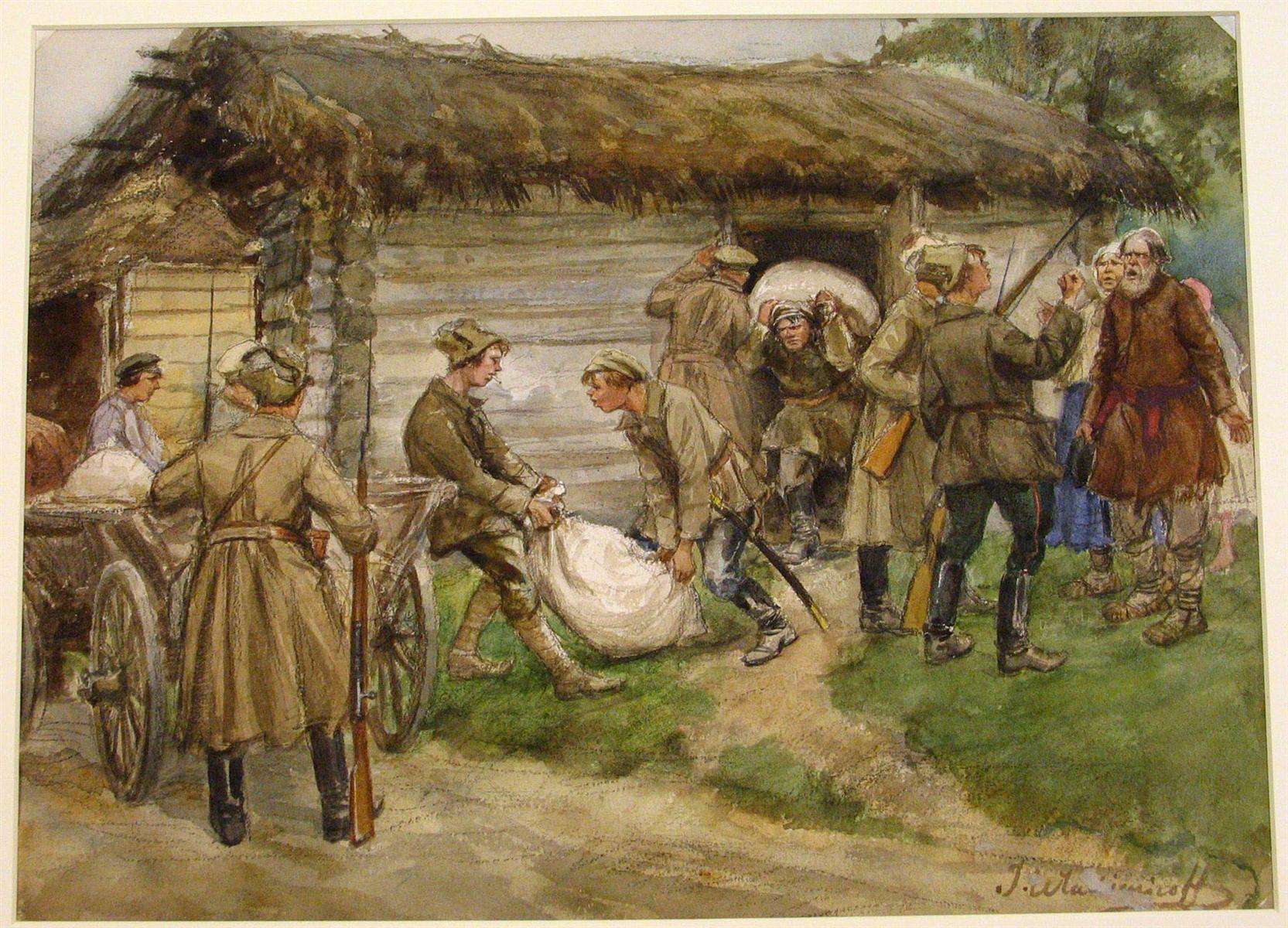
Réquisition de nourriture durant la prodrazviorstka.

La prodrazviorstka (en russe : продразвёрстка, продовольственная развёрстка, se traduisant par « système d'appropriation de surplus », « réquisition ») était une politique de réquisition de céréales et d'autres produits agricoles des paysans par les bolcheviques de 1919 jusqu'en 1921.
Le terme est communément associé au communisme de guerre pendant la guerre civile russe. Néanmoins, les bolcheviques ont plutôt emprunté l'idée de la prodrazviorstka à partir des réquisitions de céréales de l'Empire russe durant la Première Guerre mondiale, en 1916 (la razviorstka).
La prodrazviorstka consistait en une obligation de la part des paysans de vendre leurs récoltes à prix fixes pour l'État, en ne gardant qu'une quantité limitée de marchandise pour soi-même.
En 1921, la prodrazviorstka fut remplacée par un système fiscal.

## La razviorstka durant la Première Guerre mondiale
La prodrazviorstka tire ses origines de la razviorstka. 
En 1916, l'Empire russe connut des récoltes insuffisantes – en partie à cause des paysans partis en guerre – et la faim commença à arriver dans le pays. Cela obligea les autorités à mettre en place un système de rationnement – le gouvernement mit en effet en place la razviorstka, prototype de la prodrazviorstka, qui stipulait que chaque région russe devait céder une quantité déterminée de céréales à l'État à des prix plus faibles que ceux du marché. 
Toutefois, le gouvernement provisoire russe n'était pas en mesure de forcer les paysans à vendre leurs produits, c'est pourquoi la razviorstka n'atteignit pas ses objectifs.